# Lijst van proosten van het Onze-Lieve-Vrouwekapittel te Maastricht
De proost van Onze-Lieve-Vrouwe was vanaf de hoge middeleeuwen tot aan het einde van het ancien régime de hoogste functionaris van het kapittel van Onze-Lieve-Vrouwe te Maastricht. Hij had het tijdelijke beheer over de wereldlijke goederen van het kapittel, dus over alle bezittingen in Maastricht en ver daarbuiten. De zielzorg en geestelijke leiding van zijn mede-kanunniken viel onder de bevoegdheden van de deken van het kapittel.
De proosten (en dekens) van Onze-Lieve-Vrouwe werden gekozen door de twintig kanunniken die een prebende bezaten van het kapittel. In 1585 legde paus Sixtus V vast dat de proost van het Onze-Lieve-Vrouwekapittel gekozen moest worden uit de zestig kanunniken, die het kapittel van Sint-Lambertus in Luik telde, een gebruik dat overigens al vanaf de vroegst bekende proosten werd toegepast. Veel Maastrichtse proosten waren tevens proost of kanunnik van een ander kapittel elders; enkelen brachten het tot bisschop van Luik of andere bisdommen. Het feit dat de proosten van Onze-Lieve-Vrouwe ten gevolge van functies elders niet of weinig in Maastricht resideerden, is waarschijnlijk de voornaamste reden waarom de feitelijke leiding van het kapittel geleidelijk overging op de deken, die officieel de tweede in rang was. Deze ontwikkeling werd in 1273 min of meer vastgelegd in een overeenkomst tussen deken Johannes, proost Gerhard van Nassau en bisschop Hendrik III van Gelre. Wel bleven het benoemingsrecht van de proost en een vast jaarinkomen gehandhaafd.
De rol die leden van de familie Merode binnen het relatief kleine kapittel speelden, kan gezien worden als een extreem voorbeeld van nepotisme. Over een periode van anderhalve eeuw werden negentien leden van deze familie benoemd tot kanunnik van het Maastrichtse kapittel, waaronder vier proosten en twee dekens. Deze begunstiging van familieleden was in de late middeleeuwen wijdverbreid in kerkelijke kring. Bovendien vierde absentie in deze periode hoogtij door de accumulatie van functies elders. Na de opheffing van het kapittel op 5 december 1797 ging het grootste deel van het kapittelarchief verloren, waardoor informatie over de proosten in veel gevallen schaars is.
| Afbeelding | Naam                                         | Periode           | Opmerkingen |
| ---------- | -------------------------------------------- | ----------------- | --- |
|            | Eligibilis?                                  | ca. 990           | Twijfelachtig; niet genoemd door recente auteurs. Volgens een vermelding in de Historia Ecclesiae Leodiensis (1642) zou hij door bisschop Notger zijn aangesteld als eerste proost van Onze-Lieve-Vrouwe. |
|            | Franco van Luik                              | 2e helft 11e eeuw | Genoemd als scholaster van het kathedraal kapittel in Luik tussen 1066 en 1083. Vooral bekend als schrijver van een wiskundige verhandeling. |
|            | Steppo                                       | ca. 1096          | Genoemd als "prepositus" in de oudst bewaard gebleven oorkonde van het kapittel uit 1096. |
|            | Ellias                                       | ca. 1100?         | Vermeld als neef en opvolger van Steppo in een akte uit 1148. |
|            | Bono                                         | voor 1131         | Vermeld als proost in een kalendarium op 1 mei ca. 1307; schenker van 5 mansi te 's Herenelderen. |
|            | Falco                                        | ca. 1131          | In 1131 genoemd als "abbas" van Onze-Lieve-Vrouwe en kanunnik van Sint-Lambertus in Luik. Zijn broer Walo was kanunnik van hetzelfde Luikse kapittel en daarnaast abbas van Tongeren. Beiden waren zonen van de graaf van Agimont. |
|            | Hendrik van Leyen                            | ca. 1140-1145     | In 1130 genoemd als aartsdiaken van Haspengouw. Van ca. 1140-1145 tevens proost van Sint-Lambertus te Luik. Van 1145-1164 bisschop van Luik. |
|            | Hubertus                                     | ca. 1157          | Vermeld in 1157 in een bul van paus Adrianus IV. Mogelijk dezelfde als degene die van ca. 1149-1171 deken van Sint-Lambertus in Luik was. |
|            | Gualterius                                   | ca. 1186-1207     | In de periode 1190-1198 werd een Gualterius/Gautier (de Fosses/de Chauvancy) genoemd als aartsdiaken en scholaster van Sint-Lambertus te Luik. Van 1198-1207 deken van Sint-Lambertus. In 1207, zijn overlijdensjaar, nog genoemd als "abbé de S. Marie". |
|            | Hendrik van Loon                             | 1207?-1214        | Zoon van graaf Gerard van Loon. Tevens kanunnik van Sint-Lambertus te Luik. Trad in 1214 uit de geestelijke stand en huwde Mathilda van Vianden. In 1216 genoemd als graaf van Duras. In 1218 enkele dagen graaf van Loon. Evenals zijn oudere broer vermoedelijk vergiftigd. |
|            | Arnold van Born                              | ca. 1225-1234     | Zoon van Gosewijn, heer van Born. Van ca. 1220-1250 tevens proost van Sint-Gereon in Keulen. Aan de kerk aldaar schonk hij twee arm-reliekhouders, waarop hij als schenker is afgebeeld. |
|            | Gerardus (Gerard van der Mark?)              | circa 1251-1261   | Genoemd als proost in een akte van 29 november 1251. Volgens Pierre Doppler is hij zeker dezelfde als de latere proost (1260) en bisschop van Münster (1261-1272). In 1254 en 1259 genoemd als deken van Onze-Lieve-Vrouwe, wat het volgens Bosman onwaarschijnlijk maakt dat hij eerder proost was. |
|            | Gerhard van Nassau                           | ca. 1266-1275     | Zoon van Hendrik II "de Rijke" van Nassau. Samen met zijn jongste broer Jan kanunnik van Sint-Lambertus te Luik. Vanaf 1259 aartsdiaken. In 1266, 1273 en 1275 vermeld als proost van Onze-Lieve-Vrouwe. In 1273 droeg hij een aantal taken van de proost over aan de deken en het kapittel. Tevens domproost van Aken, proost van het Sint-Plechelmuskapittel te Oldenzaal, het Sint-Pieterskapittel te Luik, en het Sint-Walburgiskapittel te Tiel, en kanunnik van Sint-Lambertus in Luik en van de Dom van Mainz. |
|            | Burchard van Avesnes                         | voor 1282         | Vijfde zoon (1251-1296) van Jan van Avesnes en Aleid van Holland. Broer van graaf Jan II van Holland en Zeeland (Jan I van Henegouwen). Was proost van Onze-Lieve-Vrouwe te Maastricht, proost van Sint-Lambertus te Luik en domproost te Utrecht, waarschijnlijk vóór zijn benoeming tot bisschop van Metz in 1282. |
|            | Robertus van de Bosch                        | ca. 1310          | Slechts eenmaal vermeld in een 18e-eeuws handschrift. |
|            | Henricus van Petershem                       | voor 1329/1330    | Zoon van Hendrik van Pietersheim. Vanaf 1292 vermeld als kanunnik van Sint-Servaas en scholaster van de kapittelschool van Sint-Servaas te Maastricht. Na 1306 kanunnik van Sint-Lambertus te Luik. Zou door bisschop Adolf van der Mark gevangen zijn gezet op het kasteel van Moha, wegens betrokkenheid bij de moord op diens rentmeester. |
|            | Godfried van Heinsberg                       | ca. 1331-1341     | Mogelijk was hij een zoon of neef van Dirk III van Loon-Heinsberg. In 1331 voor het eerst genoemd als proost. In elk geval tot 1341 was hij tevens kanunnik van Sint-Lambertus te Luik. |
|            | Remboldus de Vlodrop                         | ca. 1350-1371?    | Waarschijnlijk de zoon van Giselbert van Karken. In 1340 genoemd als kanunnik van Sint-Lambertus te Luik. In 1358 voor het eerst vermeld als proost van Onze-Lieve-Vrouwe en van het domkapittel in Aken. Daarnaast was hij proost van Sint-Rombout in Mechelen en van Sint-Apostelen in Keulen. Het proostschap in Aken moest hij in 1371 op last van paus Gregorius XI opgeven; mogelijk ook in Maastricht, want van 1371-1406 wordt hij slechts als kanunnik vermeld. |
|            | Walter van Charnoir (of: de Neuvice)         | ca. 1370-1392?    | Mogelijk afkomstig uit Charnois en wonende in de straat En Neuvice in Luik. In 1366 genoemd als proost van Sint-Pieter in Luik, waar de proosten eveneens gekozen werden uit de kanunniken van Sint-Lambertus aldaar. In 1389 voor het eerst genoemd als proost van Onze-Lieve-Vrouwe. |
|            | Egidius Chabot                               | ca. 1415          | In 1415 genoemd als proost van Onze-Lieve-Vrouwe. |
|            | Jacob van Lovelde                            | 1415-1452         | Waarschijnlijk afkomstig uit het Oost-Vlaamse Aalter (kasteel van Loveld) of Destelbergen (hof te Lovelde). Van 1409 tot zijn dood kanunnik van Sint-Lambertus te Luik. Vanaf 1415 proost van Onze-Lieve-Vrouwe. Tevens proost van Sint-Rombout in Mechelen en kanunnik van Sint-Donaas in Brugge. Overleden op 27 november 1452. |
|            | Arnold I van Merode                          | 1455?-1487        | Zoon van Rikalt II van Merode en Beatrix van Pietersheim, en een broer van Johan IV van Merode. Kanunnik, later scholaster van het domkapittel in Aken (1429-1487), kanunnik van Sint-Lambertus in Luik (door ruil met zijn broer Rikalt in 1434) en van Utrecht. In 1479 vermeld als proost van Onze-Lieve-Vrouwe. Tevens domproost van Aken en proost van Sint-Joris in Wassenberg (genoemd in 1468). Daarnaast kamerheer van de pausen Eugenius IV en Nicolaas V. Laatstgenoemde paus benoemde hem in 1450 tot deken van Sint-Servaas te Maastricht, maar zover is het blijkbaar niet gekomen. Wel werd hij deken van Sint-Pieter te Leuven. Arnold I van Merode had een natuurlijke zoon, Werner genaamd, die bij hem inwoonde. Arnold I overleed te Aken op 22 augustus 1487. |
|            | Arnold II van Merode                         | ca. 1487-1527     | Zoon van Willem van Merode, heer van Rummen, en een neef van proost Arnold I. Kanunnik van Sint-Lambertus te Luik van ca. 1486-1527. Na zijn benoeming tot proost in Maastricht (vóór juni 1489) verleende hij zes kanunnikaten aan leden van zijn familie. Arnold II overleed op 25 februari 1527 in zijn woonplaats Luik. |
|            | Werner van Merode                            | 1527-1549         | Kleinzoon van Willem van Merode-Veulen en neef (oomzegger) van proost Arnold II. Woonde in Luik, waar hij kanunnik en cantor van Sint-Lambertus was. Kanunnik van Onze-Lieve-Vrouwe vanaf 1488; als proost geïntroniseerd op 7 mei 1527. Tijdens zijn regeerperiode bereikte de machtspositie van de familie Merode een hoogtepunt in het Maastrichtse kapittel. Van 1534 tot 1572 bekleedden Merodes zowel het ambt van proost als dat van deken. Dit naast zeker vijf kanunnikaten van Merode-telgen, waarvan vier verleend waren door proost Werner. Hij overleed in 1549. |
|            | Arnold (III) van Merode-Waroux               | 1550-1593         | Zoon van de Luikse burgemeester Rikalt van Merode en neef van proost Arnold II. In januari 1550 gekozen tot proost van Onze-Lieve-Vrouwe te Maastricht. Benoemde drie broers en drie neven tot kanunnik in Maastricht. Tevens proost van Onze-Lieve-Vrouw in Hoei en kanunnik van Sint-Victor in Mainz. Overleden te Luik op 3 april 1593. |
|            | Theodoricus van Lynden                       | 1593-1603         | Zoon van Diederik van Lynden, burggraaf van Dormaal, heer van Othey, enz. Gekozen tot proost van Onze-Lieve-Vrouwe op 27 april 1593. Tevens vicaris-generaal van bisschop Ernst van Beieren van Luik. Overleden op 11 juli 1603. |
|            | Joannes Dullard                              | 1603-1606         | Paltsgraaf. Doctor in de beide rechten. Gekozen tot proost van Onze-Lieve-Vrouwe op 7 augustus 1603. Tevens proost van Sint-Paulus te Luik, geheimraad van de Luikse bisschop Ernst van Beieren, en apostolisch protonotaris. Overleden te Luik op 14 juli 1606. |
|            | Adrianus Conrardus van Bourgondië            | 1626-1650         | Zoon van Pieter van Bourgondië, heer van Bredam, Sint-Adolfsland en Zoutelande, en van Catharina van Oyenbrugge-Duras, burggravin van Loon. Gekozen tot proost van Onze-Lieve-Vrouwe op 17 juni 1626. Gestorven op 2 oktober 1650. |
|            | Ernest van Kerckhem                          | 1650-1652         | Zoon van Guillaume de Kerckhem, heer van Kerckhem, en Anne van Glymes. Gekozen tot proost van Onze-Lieve-Vrouwe op 12 oktober 1650. Overleden op 3 januari 1652. |
|            | Theodorus van Blanckaert                     | 1652-1659         | Baron van Blanckaert. Aartsdiaken van Famenne. Gekozen tot proost van Onze-Lieve-Vrouwe op 23 januari 1652. |
|            | Frans Egon van Fürstenberg                   | 1659-1682         | Zoon van graaf Egon van Fürstenberg en gravin Anna Maria van Hohenzollern-Hechingen. Gekozen tot proost van Onze-Lieve-Vrouwe op 28 mei 1659. Tevens abt van Gorze (1650-1668), domproost van Aken (1653–1663), prins-abt van Stavelot-Malmedy (1657-1682), bisschop van Metz (1658-1663), abt van Murbach (1663-1682) en bisschop van Straatsburg (1663-1682). Overleden op 1 april 1682. |
|            | Udalricus Godefridus de Lamargelle           | 1682-1703         | Zoon van Arnold Theodoor Amor de Lamargelle, heer van Eijsden, 's-Gravenvoeren en Warsage, en Margaretha Anna Francisca van Bocholtz. Hij was kanunnik van Sint-Lambertus te Luik sinds 1668. Daarnaast was hij kanunnik van het Akense domkapittel. Gekozen tot proost van Onze-Lieve-Vrouwe op 15 april 1682. Daarnaast was hij vanaf 1697 bisschop van Nicopolis en suffragaan (wijbisschop) van Keulen. |
|            | Laurentius de Méan                           | 1703-1715         | Zoon van de rechtsgeleerde Karel de Méan en Johanna van der Heyden à Blisia. Zijn broer Jan Ferdinand was deken van Sint-Lambertus in Luik en proost van Sint-Servaas in Maastricht. Laurentius werd tot proost van Onze-Lieve-Vrouwe gekozen op 5 juni 1703. Hij was gevolmachtigde van de Luikse bisschop Jozef Clemens van Beieren bij de vredesonderhandelingen van Rijswijk (1697). Hij overleed op 15 mei 1715. |
|            | Lambert van Stockhem                         | 1715-1737         | Zoon van Leonard van Stockhem, heer van Hepsée, Valaise en Vieux-Waleffe, burgemeester van Luik, en van vrouwe Maria de Vaulx. Gekozen tot proost van Onze-Lieve-Vrouwe op 6 juni 1715. Overleden op 19 april 1737. |
|            | Joannes Petrus de Selys                      | 1737-1759         | Telg uit het geslacht De Selys Longchamps, baronnen van Seneffe. Gekozen tot proost van Onze-Lieve-Vrouwe op 6 Mei 1737; deed afstand op 14 september 1759. Tevens proost van Onze-Lieve-Vrouwe in Maaseik en van Sint-Petrus in Hilvarenbeek. Overleed op 13 mei 1765. |
|            | Caspar Deodatus van Stockhem                 | 1759-1781         | Zoon van Nikolaas van Stockhem, heer van Vieux-Waleffe, Moumal en Noville, president van de Luikse Bisschoppelijke Raad, en van Anna Margareta de Foullon; neef van de eerdergenoemde proost Lambertus van Stockhem. Deed op 14 augustus 1781 afstand van de proosdij van Onze-Lieve-Vrouwe en ruilde deze in voor de proosdij van Sint-Oda in Amay. Overleed op 6 november 1793. |
|            | Joannes Jacobus de Heusy de Fromenteau       | 1781-1796         | Lid van de Raad van de bisschop van Luik. Gekozen tot proost van Onze-Lieve-Vrouwe op 10 september 1781. Overleed op 6 juli 1796. |
|            | Bartolomeüs Theodorus de Theux de Montjardin | 1781-1797         | Geboren op 31 oktober 1745 als zoon van Jacques de Theux de Meylandt (1754-1825), heer van Montjardin-sur-Amblève, Meylandt, enz., drossaard van Aywaille, en van Isabella de Mevus, gezegd van Meeuwen (1713-1796). Laatste proost van Onze-Lieve-Vrouwe. Poogde na het vertrek van de Fransen in 1814 tevergeefs het kapittel heropgericht te krijgen. Overleden te Luik op 1 mei 1820. |